# Harry Mazer
Harry Mazer (31. května 1925, New York – 7. dubna 2016, Montpelier, Vermont) byl americký autor knih pro děti a mládež a v průběhu druhé světové války letec bombardéru.

## Mládí
Narodil se do rodiny polských židovských přistěhovalců Rose a Sama Mazerových. Vyrůstal v Bronxu v družstevním bytovém společenství, které bylo známé jako „Coops“. Navštěvoval Střední školu věd v Bronxu.

## Druhá světová válka
Když mu bylo šestnáct, vstoupily USA do války.:41 O rok později se dobrovolně přihlásil k leteckým kadetům, ale sběhl, aby se přihlásil do k armádnímu letectvu.:41 Působil v 602. bombardovací peruti 398. bombardovací skupiny, 8. letecké armády amerického armádního letectva. Od května 1944 se peruť účastnila strategického bombardování průmyslových a dopravních cílů v Německu, poskytovala podporu svými útoky při bitvě o Normandii či při bitvě v Ardenách.
Ve stále posádce nadporučíka Allana Fergusona odletěl 25. dubna 1945 z britské základny RAF Nuthampstead na 26. bojový let a poslední misi 8. letecké armády, kterou byl útok na Škodovy závody a letiště v Plzni. Bombardér B-17G Flying Fortress s. č. 42-97266 s přezdívkou „Godfathers Inc.“ přeletěl Letiště Bory poprvé bez shozu pum, důvodem byla špatná viditelnost. Při pokusu o druhý nálet byl letoun zasažen střelbou flaku protivzdušné obrany a při nouzovém přistání havaroval na okraji Lhoty v župě Sudety. Střelci Harry Mazer, William O'Malley a radista Michael Brennan opustili letadlo na padáku, zbytek posádky při přistání zahynul a M. Brennan byl zastřelen německými vojáky. Pro Mazera šlo o první seskok padákem.:41 Zachránění letci byli zajati příslušníky Luftwaffe a jako váleční zajatci eskortováni do Rakouska. Osvobozeni byli v táboře Wehrmachtu mezi rakouským Lincem a Salcburkem.
Za svou službu ve válce byl vyznamenán Air Medal se čtyřmi bronzovými trsy dubových listů a obdržel též Purpurové srdce.

## Po válce
Po návratu do USA začal studovat na newyorské Union College a v roce 1948 získal titul BA. Zkoušel psát, ale dle svých slov jeho schopnosti nedosahovaly vlastních nároků. Po dokončení školy se stal svářečem v autoservisu. Po deseti letech dělnických prací, již v manželství s Normou Fox Mazerovou, se stal učitelem. Oba v té době zjistili, že touží psát knihy. Po ztrátě místa učitele se vrátil do továren, ale začal zkoumat, jak jsou postaveny příběhy. Nakonec mu peníze vyplacené z pojistky po nehodě umožnily se vydat na dráhu spisovatele, nicméně pro uživení musel psát články pro trh s pravdivými příběhy. Zkusil různé formy psaní, než mu agent doporučil dětské knihy.

## Dílo
Během své autorské dráhy napsal přes 30 úspěšných knih pro mládež. Část jeho tvorby se zaměřila na dobu druhé světová války včetně válečné trilogie A Boy at War, A Boy No More a Heroes Don’t Run o fiktivní postavě Adama Pelkeho.:43 První kniha je o Pearl Harboru, druhá je o internačních táborech pro Američany japonského původu a poslední o bitvě na Okinawě.:42 Představivost mu umožnila psát o válce i na místech, kde ji sám nezažil, ale pro získání hlubší znalosti mluvil o válce s veterány, četl očitá svědectví a válečné vzpomínky.:42 Nálet na Plzeň, při kterém bylo jeho letadlo sestřeleno a on se dostal do zajetí, se stal námětem vzpomínkového románu The Last Mission,:42, 43 jehož překlad vyšel v Česku v roce 2003 pod názvem Osudová mise.
Jeho knihy byly oceněny řadou cen včetně ocenění Nejlepší kniha pro mládež od American Library Association.:43 Přeloženy byly např. do němčiny, francouzštiny, finštiny, dánštiny či češtiny.
Samostatné práce:
- Guy Lenny (1971)
- Snow Bound (1973)
- The Dollar Man (1974)
- The War on Villa Street (1978)
- The Last Mission, Delacorte (1979)
- The Island Keeper: A Tale of Courage and Survival (1981)
- I Love You, Stupid! (1981)
- Hey, Kid! Does She Love Me? (1984)
- When the Phone Rang (1985)
- Cave under the City (1986)
- The Girl of His Dreams (1987)
- City Light (1988)
- Someone's Mother Is Missing (1990)
- Who Is Eddie Leonard? (1993)
- Twelve Shots: Outstanding Short Stories about Guns, jako editor (1997)
- The Dog in the Freezer: Three Novellas (1997)
- The Wild Kid (1998)
- A Boy at War: A Story of Pearl Harbor (2001)
- A Boy No More (2004)
- Heroes Don't Run: A Novel of the Pacific War (2005)
- My Brother Abe: Sally Lincoln's Story (2009)[15]
- Somebody, Please Tell Me Who I Am, s Peterem Lerangisem (2012)[16]

Společně se svou manželkou Normou Fox Mazerovou:
- The Solid Gold Kid (1977)
- Heartbeat (1989)
- Bright Days, Stupid Nights (1992)